# 拉拉·古特-贝赫拉米
拉拉·古特-贝赫拉米（義大利語：Lara Gut-Behrami，1991年4月27日—），娘家姓古特（Gut），生于提契诺州索伦戈，是一名瑞士女子高山滑雪运动员。拉拉的父亲Pauli是一名前高山滑雪选手，弟弟Ian同样从事高山滑雪，但代表列支敦士登参加比赛。拉拉于2016年获得年度最佳瑞士女运动员奖，2018年7月与足球选手瓦隆·贝赫拉米结婚，之后她开始使用双姓“古特-贝赫拉米”参加比赛。